# Voor de Poorten van het Duister
Voor de Poorten van het Duister is het tweede en laatste deel van de fantasy-serie De Saga van de Demonenoorlog, geschreven door Raymond E. Feist. Deze serie gaat over de Taredhel, de sterrenelfen, die naar Midkemia vluchten in de hoop op een nieuw thuis. Maar het demonenleger is niet te stoppen. De oorspronkelijke titel van het boek is At the Gates of Darkness. De Nederlandse vertaling is uitgekomen eind juli 2010. Het boek had oorspronkelijk de titel Voor de Poorten van Chaos, maar dit is later aangepast om beter aan te sluiten bij de Engelse titel.